# 40丁目-ローリー・ストリート駅
40丁目-ローリー・ストリート駅（40ちょうめ-ローリー・ストリートえき、英語: 40th Street–Lowery Street）はニューヨーク市地下鉄IRTフラッシング線の駅である。クイーンズ区サニーサイドのクイーンズ・ブールバードと40丁目の交差点に位置し、7系統が終日停車する。

## 歴史
この駅は1917年4月21日にIRTフラッシング線の終点であったクイーンズボロ・プラザ駅からアルバーティス・アベニュー駅（現：103丁目-コロナ・プラザ駅）までの延伸開通と共にローリー・ストリート駅 (Lowery Street) として開業した。
駅のホームは1955年から1956年にかけてホーム有効長を11両編成に対応にするために延長する工事を行った。

## 駅構造
| P プラットホーム階           |                                                                         |                                          |
| 相対式ホーム、右側ドアが開く |                                                                         |                                          |
| 南行緩行線                   | ← 34丁目-ハドソン・ヤード駅行き（33丁目-ローソン・ストリート駅）        |                                          |
| 急行線                       | ← 通過 →                                                                |                                          |
| 北行緩行線                   | → フラッシング-メイン・ストリート駅行き（46丁目-ブリス・ストリート駅）→ |                                          |
| 相対式ホーム、右側ドアが開く |                                                                         |                                          |
| M                            | 改札階                                                                  | 改札口、駅員詰所、メトロカード自動券売機 |
| G                            | 地上階                                                                  | 出入口                                   |

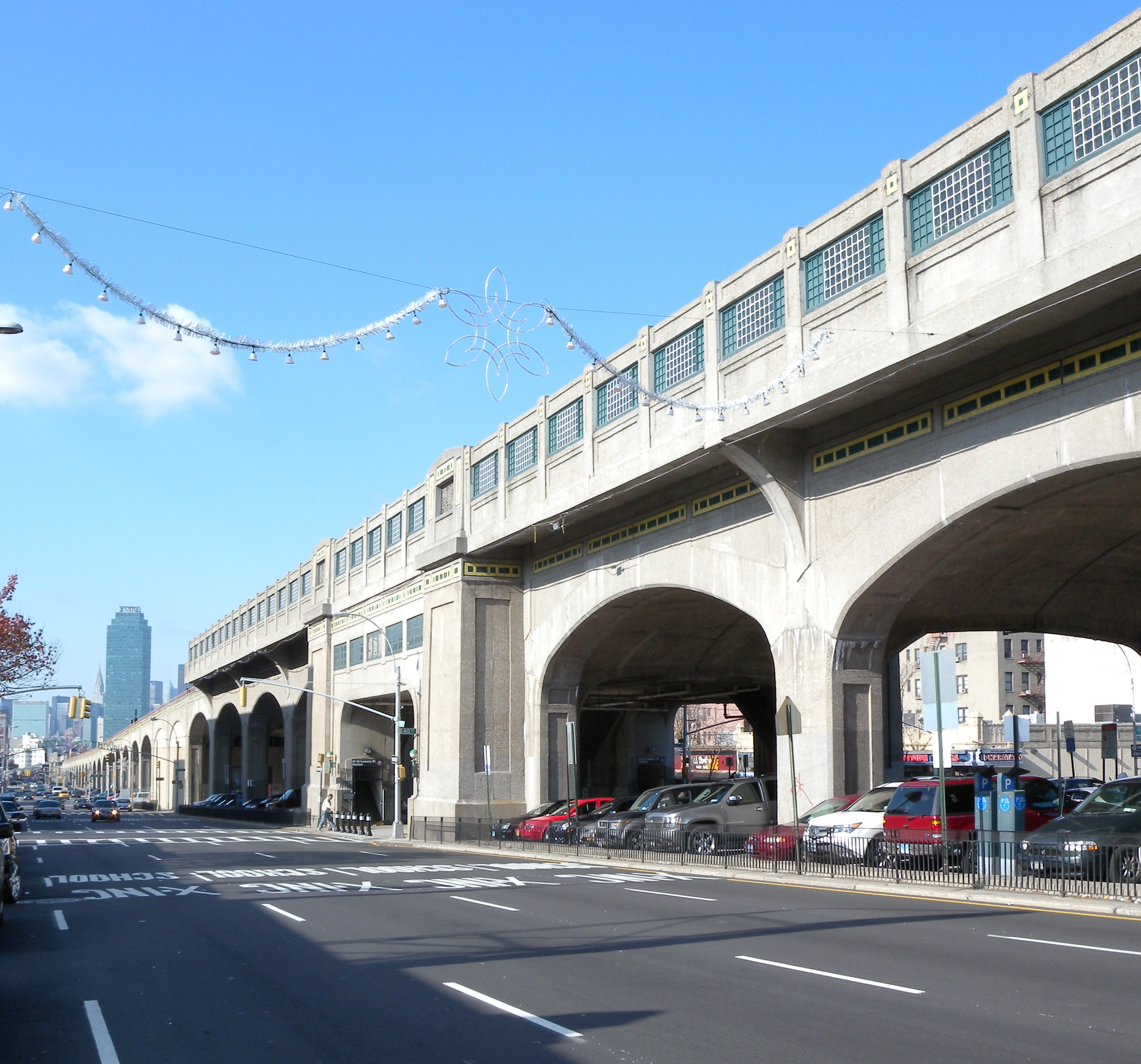
下を通るクイーンズ・ブールバードから駅を見上げる

駅は相対式ホーム2面と緩行線2線、急行線1線を有している2面3線の高架駅で、中央の急行線はラッシュ時に混雑方向へ向かう<7>系統が通過する。
1990年に駅名標や路線図から開業時の40丁目の名前であった「ローリー」の名を消したが、2004年に歴史保存の動きの一環から戻された。また、駅には1999年にユミ・ヘオにより作られたステンドグラスのアートワークがあり、『Q is for Queens』と名付けられている。駅は石造の城のような外観をしており、ホーム全体に屋根と外壁がある。

### 出口
改札口は40丁目に南北ホームで独立して設置されており、各ホームから2つの階段で接続されている。改札口から地上への階段はクイーンズ・ブールバードと40丁目の交差点の4つの角に1つずつ降りている。なお、駅の構造的には南北ホームを改札内で移動することは理論的に可能であるが改札口の位置の関係上物理的には不可能である。これにより当駅は7系統の停車駅で改札内で南北ホームの行き来が不可能な2駅の内の1駅となっている（もう1駅はバーノン・ブールバード-ジャクソン・アベニュー駅）。